# معايير المحاسبة الدولية في القطاع العام
معايير المحاسبة الدولية في القطاع العام المعروفة بالرموز IPSAS هي مجموعة من المعايير المحاسبية الصادرة عن مجلس معايير المحاسبة الدولية في القطاع العام، بغرض استخدامها في إعداد البيانات المالية من قبل القطاع العام في جميع أنحاء العالم. يصدر المجمع الدولي العربي للمحاسبيين القانونيين النسخة العربية من المعايير.